# Eric Kinmark
Eric Kinmark, född 14 december 1717 i Götene, död 18 februari 1794 i Uppsala, var en svensk teologiprofessor och rektor vid Uppsala universitet samt prost i Näs och Hagby församlingar under 1700-talet. Han är mest känd för att vara en av få personer som har avlidit samtidigt som de innehaft rektorsposten vid Uppsala universitet.

## Biografi
Erik Kinnmark föddes i Götene socken i Västergötland i en bondefamilj. Enligt en sägen framstod Eric redan i unga år som någon som skulle bli speciell. När han var en ung pojke slog åskan ner i det rum som han sov i och Eric fick den fallande spismuren över sig. Han drogs dock fram helt oskadd vilket sockens bönder såg som ett omen. 
Kinmark gick som fattig bondson i skola och gymnasium i Skara och blev student 1738. Det finns uppgifter om att han ville bli skolad till präst i Skara men förvägrades detta varvid han sökte till teologistudier i Uppsala. Kinnmark blev magister år 1749, Philos. Theor. Docens 1750. Theol. Adjunkt 1757, och s. år kyrkoh i Näs. Pvgd 1758. Prost 1759. Theol. Professor kalsenianus 7 december 1764. kontraktsprost 1765.
Åren 1768-1769 deltog han i en uppmärksammad rättegång kring en olaga vigsel.  Målet gick igenom alla juridiska instanser och slutade med seger för Kinnmarks sida. I samband med rättsaken publicerade han sin syn på frågan i en skrift med namnet. "Lemnas till allmänhetens ovelduga omprövande, om en prestman, hvilken uppå så klara bevis, som bifogade afskrifter innebära, att ordentliga laga afvittring för sig gådt, viger enkling eller enka, bör emot otidigt anklagande och åtal : sakna lagens hägn och försvar."
Kinnmark förde också en kamp mot Emanuel Swedenborgs tankar som han ansåg vara ogudfruktiga. Han erbjöd sig att aktivt söka vederlägga dennes skrifter och frågan togs upp av prästeståndet år 1770 där dock svaret blev ett nej.
Kinnmark deltog i den kommitté som år 1793 lade fram förslaget på en ny psalmbok.
Kinnmark var rektor vid Uppsala universitet vid tre tillfällen, Vt 1775, Vt 1783 samt en kort period under Vt 1794. Under den sistnämnda perioden avled han bara en kort tid efter att ha blivit utsedd som rektor och detta väckte en stor uppmärksamhet. Hans begravning ordnades under pompa och ståt av landshövding Schröderheim och den bevistades av alla studentkårernas medlemmar och samtliga universitetsanställda. 
Som person beskrivs Kinnmark i en skrift i det De la gardiska arkivet som: "af ett ganska trögt igenium och lika trögt umgängssätt, men en redelig man och utan härd". I samma skrift beskrivs han som ekonomiskt fattig och slarvigt klädd: "Lefde nog av tarfvelig spis, och hade osnyggt i sin låga boning. Gick alltid op i sina leektioner med långkappa och halfhandskar".
Eric Kinmark var gift med en dotter till den inflytelserika teologiprofessorn Nils Wallerius, Catharina Magdalena.  Mågskapet med Wallerius öppnade säkerligen upp nya dörrar för hans karriär. Eric och Catharina Magdalena fick fem barn, men bara ett av dem, sonen Eric, kom att fortsätta på den akademiska banan. En dotter gifte sig med en präst, en annan med en fattig bonde och en son blev soldat.